# Türkistan Qalasy
Türkistan Qalasy är ett distrikt i Kazakstan.   Det ligger i oblystet Sydkazakstan, i den centrala delen av landet, 900 km söder om huvudstaden Astana.